# Replay: The History of Video Games
Replay: The History of Video Games (Reluare: Istoria jocurilor video) este o carte despre istoria jocurilor video de Tristan Donovan din 2010.

## Publicare
Donovan a intervievat peste 140 de dezvoltatori de jocuri și oameni de afaceri pentru a scrie această carte. Campania publicitară a cărții, condusă de Cathy Campos, a fost recunoscută în PRWeek⁠(d).

## Recepție
Mai mulți jurnaliști au lăudat secțiunea de istorie a jocurilor europene, care a fost neglijată în lucrările anterioare,   dar au criticat structura organizatorică a acesteia.  În momentul lansării sale, Chris Baker de la Wired a scris că Replay a fost cea mai amănunțită și cuprinzătoare istorie a subiectului.  Colin Moriarty de la IGN a remarcat poziția generalistă a cărții în raport cu alte istorii ale jocurilor, începând cu 2014. El a adăugat că minuțiozitatea lui Donovan a creat o poveste interesantă despre originile umile ale industriei. Moriarty a apreciat abordarea lui Donovan față de istoria europeană centrată pe computer și dinaintea consolei ca o îndepărtare de la litania publicațiilor despre primele companii americane și de intrarea Japoniei pe piața americană.